# Pantalassa

Animazione della separazione della Pangea

La Pantàlassa (AFI: /panˈtalassa/; dal greco Παν, pan, "tutto", e θάλασσα, thálassa, "mare") era l'unico, immenso oceano presente sulla Terra ai tempi del Triassico.
Secondo la teoria della tettonica a zolle l'enorme oceano circondava la Pangea, l'unico supercontinente presente, ricoprendo circa il 70% della superficie terrestre.
In seguito, con il progressivo allontanamento delle varie zolle tettoniche, la Pantalassa si divise in più oceani e mari; oggi il fondale di questo mega-oceano non è più esistente, a causa della continua subduzione delle zolle.

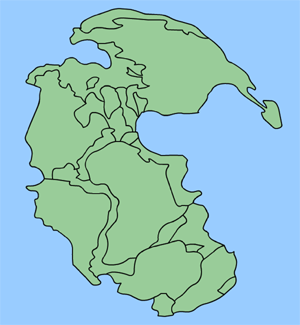
L'oceano che circonda la Pangea è la Pantalassa

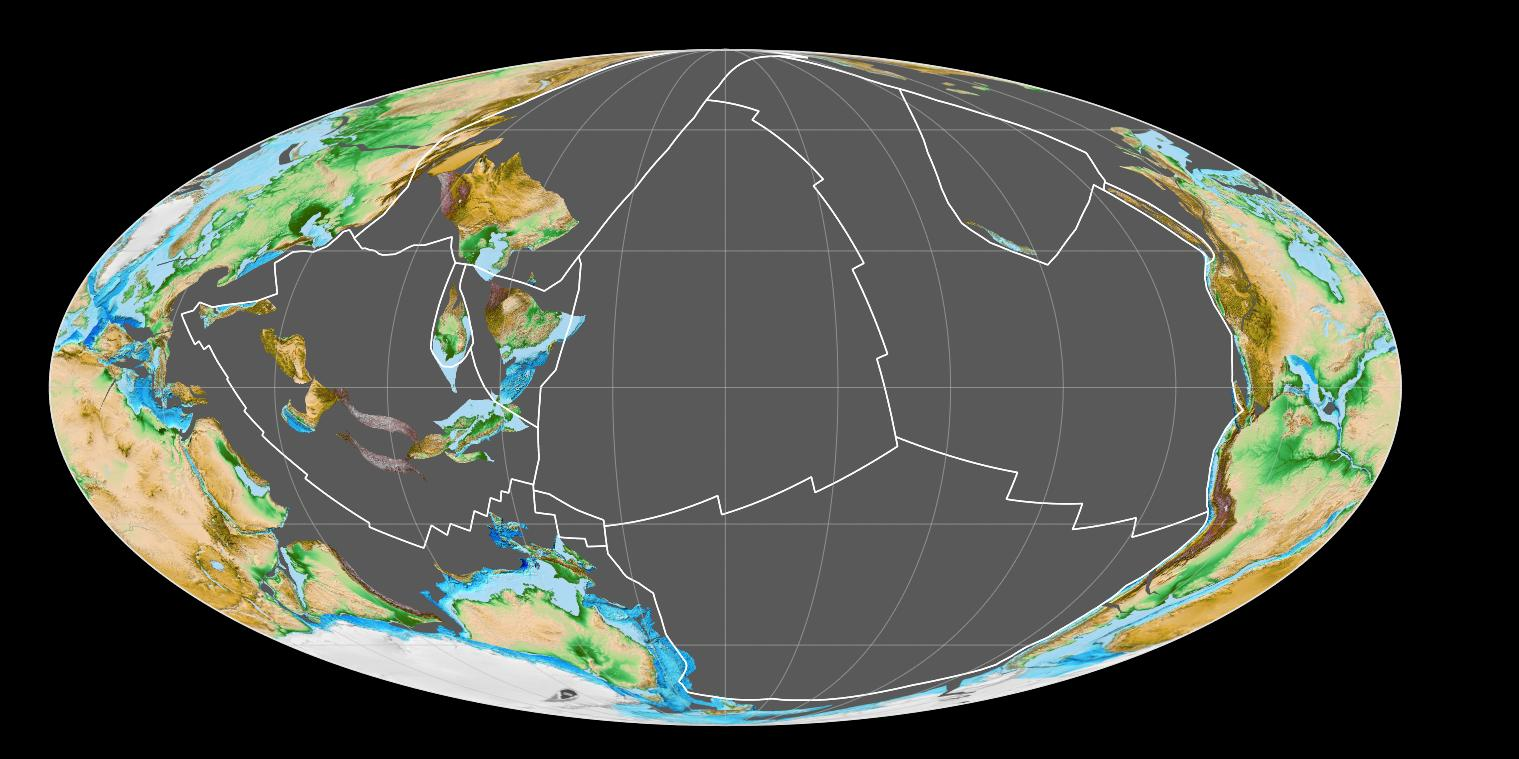
La Pantalassa 250 milioni di anni fa

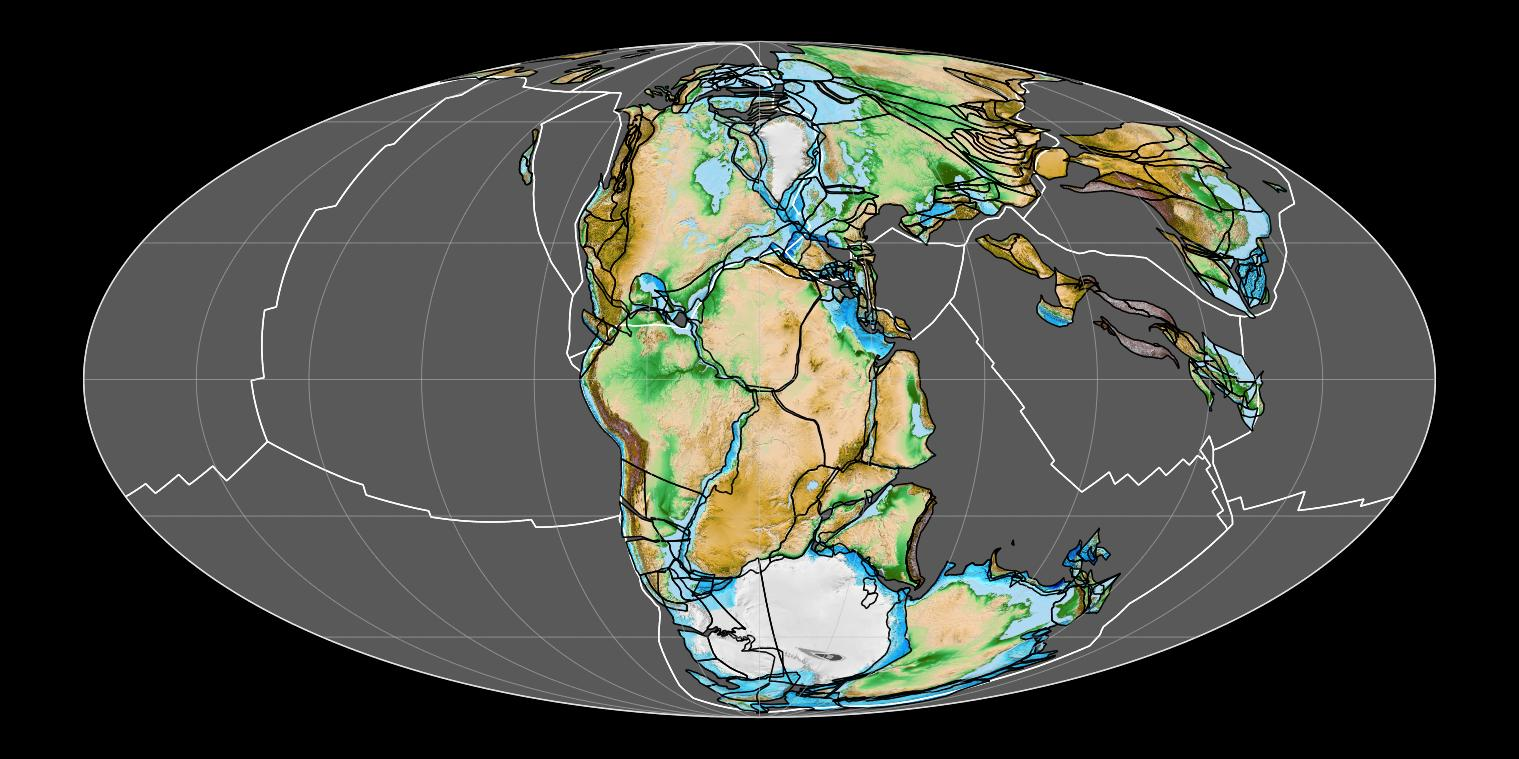
Il supercontinente Pangea all'inizio del Mesozoico (200 milioni di anni fa) circondato dalla Pantalassa.

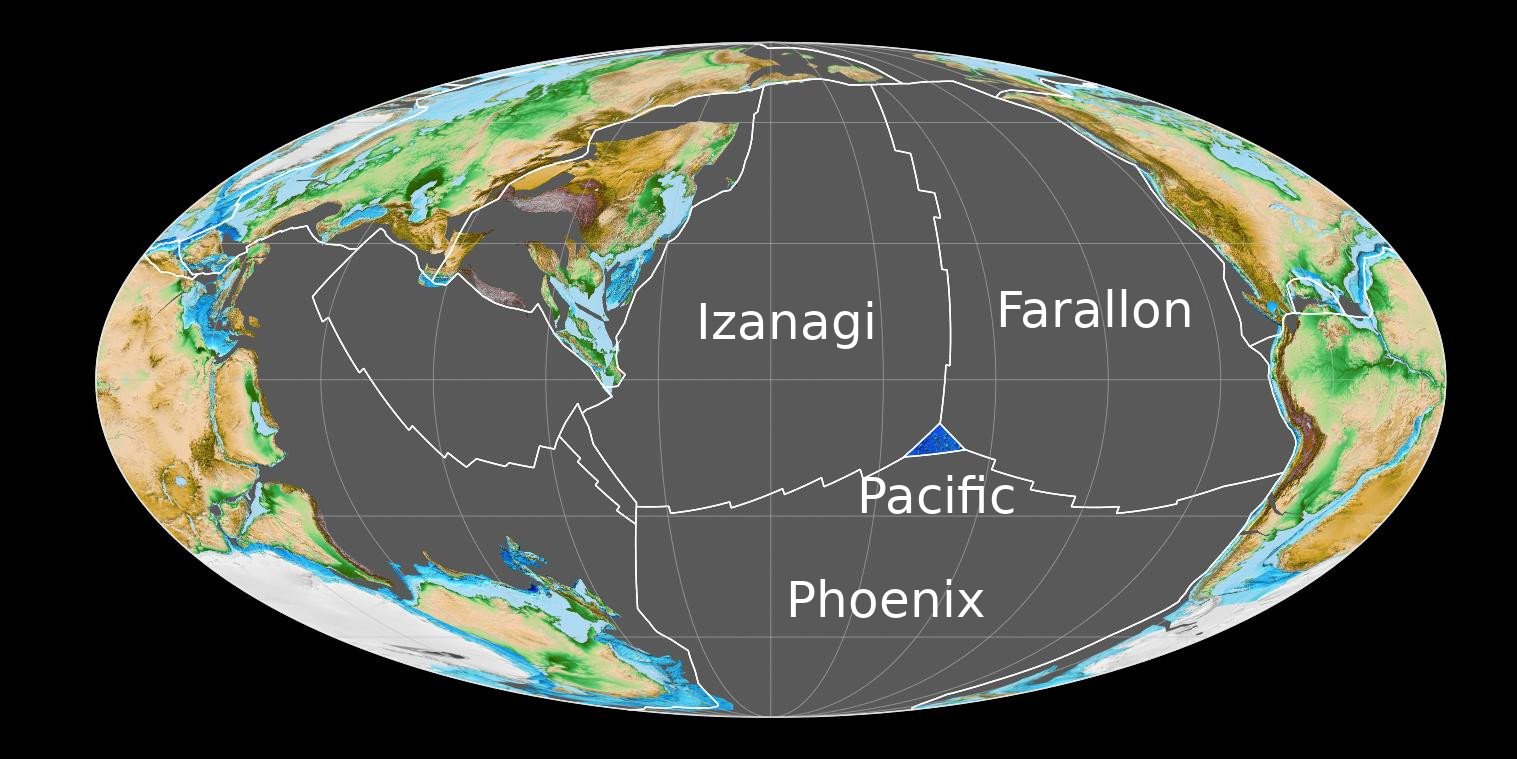
La Placca pacifica iniziò a formarsi durante la destabilizzazione della tripla giunzione al centro della Pantalassa, circa 190 milioni di anni fa.

## Formazione
Il supercontinente Rodinia iniziò a frammentarsi circa 870 milioni di anni fa (Ma) presumibilmente a causa di un superplume, a sua volta secondario all'irruzione in superficie di parti del mantello terrestre ai margini del supercontinente. In una seconda fase, intorno ai 750 Ma iniziò a separarsi la parte occidentale di Rodinia: il Cratone del Kalahari e il Cratone della Cina del Sud si staccarono dal margine occidentale della Laurentia; a partire dai 720 Ma anche Australia e Antartide orientale si separarono. 
Quelli che erano i frammenti di Rodinia lentamente si riunirono a formare dapprima la Pannotia e poi la Pangea. 
All'inizio del Giurassico la Placca pacifica si aprì originandosi dalla giunzione tripla compresa fra la Placca Farallon, la Placca di Phoenix e la Placca Izanagi. La configurazione della Pantalassa può essere ricostruita a partire dalle linee magnetiche e dalle zone di frattura ancora conservate nel Pacifico occidentale.

## Paleoceanografia
Secondo i modelli attualmente studiati, le acque superficiali presentavano un gradiente termico Est-Ovest per cui le correnti più fredde giungevano in superficie tramite Upwelling nella parte est dell'oceano, mentre le acque più calde si dirigevano verso l'Oceano Tetide, secondo un movimento che creava due fasce di estensione emisferica, separate da una Zona di convergenza intertropicale.
Nell'area settentrionale della Pantalassa spiravano venti occidentali a latitudini maggiori di 60° N, mentre fra 60° N e l'equatore prevalevano venti orientali. A nord del 30º parallelo campeggiava una vasta alta pressione ("Panthalassa High"), che determinava per Trasporto di Ekman una convergenza fra 15°N e 50°N e una divergenza fra 5°N e 10°N. Correnti aeree lungo i confini occidentali sfociavano in un sistema anticiclonico subtropicale alle medie latitudini e un anticiclone più meridionale, centrato a circa 20°N.